# Kinderseelen klagen euch an
Kinderseelen klagen an ist ein deutsches Stummfilmdrama zum Thema Abtreibung aus dem Jahre 1927 von Kurt Bernhardt mit Albert Steinrück, Nathalie Lissenko, Walter Rilla und Claire Rommer in den Hauptrollen. Der Geschichte liegt die Erzählung Die drei Ringe (1924) von Paul Keller zugrunde.

## Handlung
Deutschland kurz vor Ausbruch des Ersten Weltkriegs. Helmut Enzenberg, Sohn eines Fabrikanten, wird von seiner Mutter vergöttert. Er hat sich in die Gesellschafterin seiner Eltern, Annemarie Trebisch verliebt. Annemarie wird eines Tages von ihm schwanger, und Helmut will sich um sie kümmern. Da bricht der Krieg aus, und Helmut muss ins Feld einrücken. Zuvor will er seine Annemarie absichern und deshalb heiraten. Doch der Familienpatriarch Kommerzienrat Enzenberg ist strikt gegen die Verbindung und verlangt von Annemarie, den Fötus abzutreiben. Daraufhin wenden sich Helmut und Gattin Luise von dem Alten ab. Luise selbst wurde nämlich bereits von ihm genötigt, einen Schwangerschaftsabbruch vorzunehmen. Doch anders als Luise Enzenberg, die sich dem Willen ihres Mannes unterwarf und innerlich daran zerbrach, lassen sich Helmut und Annemarie nicht zur Abtreibung nötigen und entscheiden sich für das Kind.
Mehrere Katastrophen folgen. Annemarie wird Witwe, da ihr Helmut frühzeitig an der Front fällt, und Luise Enzenberg, die seit der forcierten Abtreibung in jungen Jahren seelisch schwer gezeichnet ist, zerbricht am Tod ihres einzigen Kindes und stirbt ebenfalls. Erst spät erkennt der alte Enzenberg, welche Schuld er durch sein Verhalten auf sich geladen hat. Ihn überkommt im Lauf der Zeit die Sehnsucht nach seinem Enkelkind und bittet Annemarie um Verzeihung, um den Nachwuchs seines Sohnes um sich zu haben und sich um ihn und dessen Mutter zu kümmern. Parallel dazu wird die Geschichte von Hilde Voss erzählt, der Schwester von Enzenbergs Sekretär Heinrich Voss. Sie ist mit dem Buchhalter Banthler liiert. Hilde und Annemarie bewohnen mit Heinrich eine gemeinsame Kleinstadtwohnung. Auch Hilde wird wie Annemarie schwanger, und auch ihre Liebesbeziehung ist zum Scheitern verurteilt. Hildes Beziehung scheitert an der Tatsache, dass sie ihr Kind auf Druck Banthlers Druck abtreiben wird. Um der katholischen Moral in diesem Film genüge zu leisten, muss auch Hilde mit ihrem Gang zu einer „Engelmacherin“ das eigene Leben verlieren. 

## Produktionsnotizen
Kinderseelen klagen euch an, mitfinanziert von der katholischen Kirche, entstand im Dezember 1926 und Januar 1927 im Terra-Glashaus, passierte die Filmzensur am 24. Februar 1927 und wurde am 24. März desselben Jahres in Berlins Alhambra-Kino und in der Schauburg uraufgeführt. Der Film besaß eine Länge von 2748 Metern, verteilt auf sieben Akte.
Jacob Lorsch übernahm die Produktionsleitung, Heinrich C. Richter entwarf die Filmbauten.

## Kritik
Paimann’s Filmlisten resümierte: „Das Sujet schöpft seine Konflikte aus einem aktuellen Thema. Es ist wirkungsvoll und leicht gemacht. Die sorgfältige Regie hat manchen Effekt gut herausgearbeitet, die Szene dann aber zu lang ausspielen lassen. Die Darstellung ist durchwegs befriedigend, auch Aufmachung und Photographie gut.“